# Paulo Thiago
Paulo Thiago Alencar Antunes (ur. 25 stycznia 1981 w Brasílii) – brazylijski zawodnik mieszanych sztuk walki wagi średniej i półśredniej. Rywalizował w UFC w dywizji półśredniej czy KSW w dywizji średniej. Członek Polícia Militar Distrito Federal. Służy w BOPE, oddziale sił specjalnych w mieście Brasilia.

## Kariera MMA

### Wczesna kariera
W wieku pięciu lat rozpoczął treningi judo.
Debiutował w Storm Samurai 8 w 2005 roku gdzie walczył z Ricardo Petrucio. Wygrał przez poddanie w trzeciej rundzie. Wygrał Grand Prix Planaltina. Po dwóch kolejnych zwycięstwach podpisał kontrakt z Jungle Fights MMA, a po następnych czterech z UFC.

### UFC
Thiago nigdy nie podpisał pełnego kontraktu przed swoją walką z Koscheckem, mógł jedynie podpisać kontrakt na walkę próbną. Zadebiutował w UFC 21 lutego 2009 roku, zwyciężając faworyzowanego rywala Josha Koschecka na UFC 95. Podczas walki komentator Joe Rogan powiedział, że uderzenie Thiago było gorsze od Koschecka. Jednak Thiago wygrał walkę przez KO, uderzeniem prawego prostego i lewym podbródkowym. Sędzia zakończył walkę, zanim Thiago mógł dobić Koschecka. Koscheck natychmiast podniósł się i twierdził, że wciąż czuje się na siłach i jest zdolny do obrony. Dalszy przegląd powtórek pokazał, że oczy Koscheca się cofają, gdy upada, dając prawo do przerwania walki. Na konferencji po gali Dana White potwierdził, że Thiago został nagrodzony bonusem finansowym w ramach nokautu wieczoru.
Thiago drugi raz walczył w UFC po roku przerwy. Walczył z byłym rywalem o tytuł i kolegą z drużyny Koschecka, Jonem Fitchem podczas UFC 100. To była pierwsza walka Thiago w Stanach Zjednoczonych. Przegrał ją jednogłośną decyzją sędziów.
Thiago zwyciężył przez jednogłośną decyzję w walce z Jacobem Volkmannem na UFC 106.

W czwartej walce Thiago w oktagonie UFC został zmuszony do rewanżu przeciwko Joshowi Koscheckowi w UFC 109. Koscheck jednak wycofał się z walki po kontuzji i został zastąpiony przez kolegę z drużyny AKA Mike’a Swicka. Thiago wygrał walkę przez poddanie w drugiej rundzie i zdobył nagrodę za najlepsze poddanie gali.

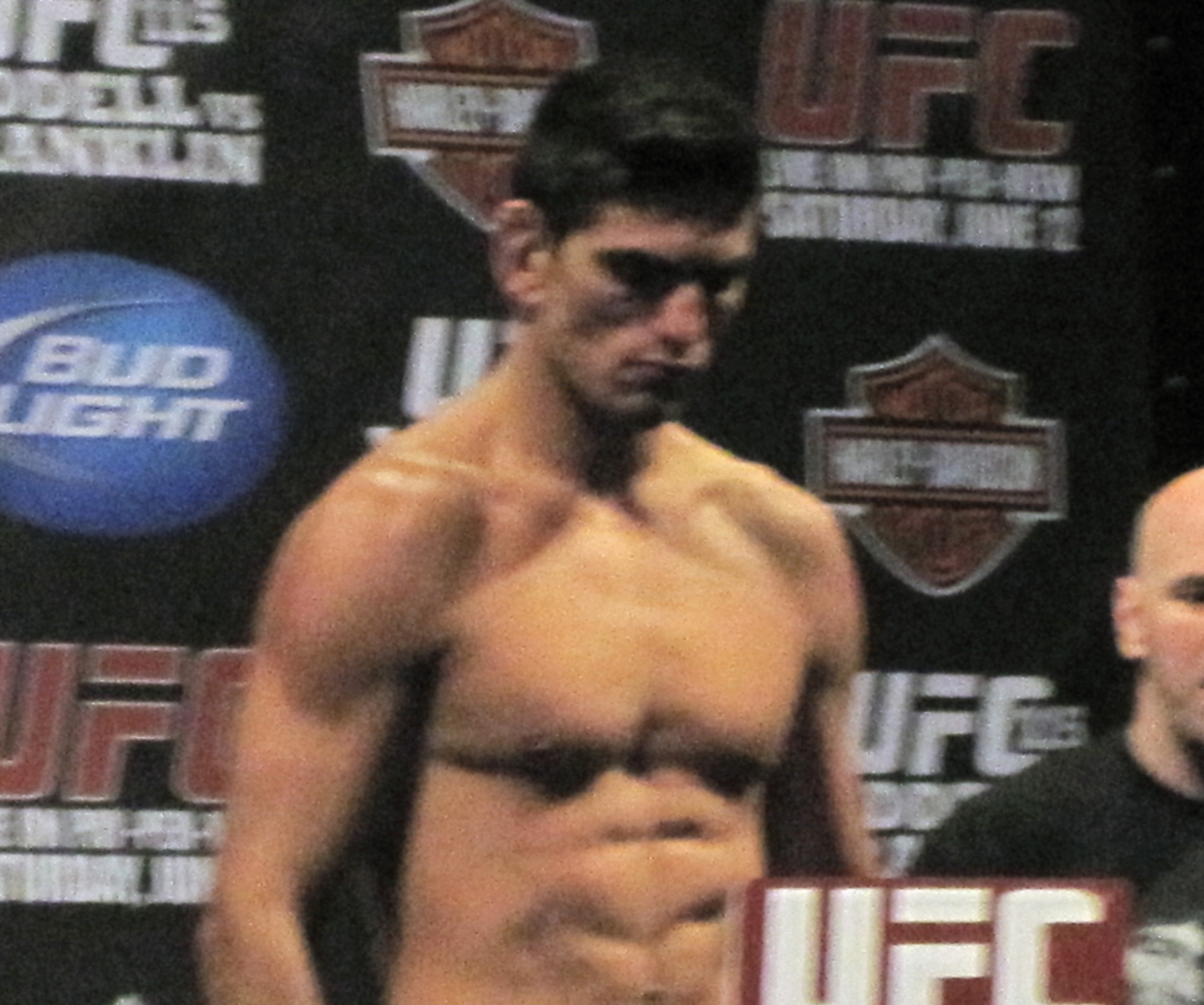
Paulo Thiago na ważeniu przed walką UFC 115.

Thiago spotkał się z Martinem Kampmannem 12 czerwca 2010 roku na UFC 115, gdzie przegrał jednogłośną decyzją (30-27, 30-27, 30-27).
Thiago przegrał drugą walkę z rzędu przez jednogłośną decyzje w walce z Diego Sanchezem 23 października 2010 roku na UFC 121. Chociaż Thiago rozpoczął walkę silnie, wygrywając pierwszą rundę, potem zaczął się męczyć i ostatecznie poddał się po ciężkim boju z Sanchezem w drugiej i trzeciej rundzie. Walka zdobyła tytuł najlepszej walki gali, dając obu wojownikom dodatkową wypłatę.
W listopadzie 2010 roku Thiago podpisał nowy kontrakt z UFC. Miał spotkać się z Johnym Hendricksem 3 marca 2011 roku w UFC Live: Sanchez vs. Kampmann. Jednak Thiago musiał odwołać walkę z powodu urazu łokcia.
Thiago pokonał Davida Mitchella jednogłośną decyzją w dniu 27 sierpnia 2011 r. na UFC 134, całkowicie dominując Mitchella przez wszystkie trzy rundy.
Thiago miał zmierzyć się z Mikiem Pyle’em w dniu 14 stycznia 2012 na UFC 142 jednak został zastąpiony przez Ricardo Funcha z powodu kontuzji łokcia.
Kolejną walkę stoczył z Siyarem Bahadurzadą 14 kwietnia 2012 na UFC w Fuel TV: Gustafsson vs. Silva. Thiago został znokautowany w mniej niż minutę w pierwszej rundzie, gdy Siyar trafił go prawym podbródkowym w szczękę, dobijając go lewym prostym. Był to pierwszy raz w karierze Thiago, gdy został znokautowany
Thiago walczył potem z Dong Hyun Kimem 10 listopada 2012 na gali UFC w Fuel TV 6. Przegrał walkę po jednogłośnej decyzji.
Thiago miał spotkać się z Lance’em Benoistem 18 maja 2013 podczas UFC na FX 8 jednak 20 kwietnia ogłoszono, że Benoist musiał wycofać się z walki z powodu kontuzji. Został zastąpiony nowym zawodnikiem UFC, Michelem Prazeresem. Thiago wygrał walkę przez jednogłośną decyzję.
Thiago miał spotkać się z Kelvinem Gastelumem 28 sierpnia 2013 r. na UFC Fight Night 27. Jednak Thiago wycofał się z powodu bólu kolana.
Thiago walczył z Brandonem Thatchem podczas UFC Fight Night 32 w dniu 9 listopada 2013 r. Gdy dostał potężne kolano w wątrobę padł na deski w pierwszej rundzie.
Thiago walczył z Gasanem Umałatowem 31 maja 2014 r. na The Ultimate Fighter Brazil 3 Finale. Przegrał walkę po jednogłośnej decyzji.
Pomimo że w ciągu ostatnich ośmiu walk wygrał tylko 2 razy, Thiago podpisał nowy kontrakt na cztery walki z UFC w czerwcu 2014 roku. Oczekiwano, że zmierzy się z Mike Rodosem na UFC Fight Night 51 w dniu 13 września 2014 r. Jednak Rhodes został zmuszony odwołać starcie z powodu kontuzji i został zastąpiony przez powracającego weterana Joe Riggsa. Potem Riggs został zmuszony do wycofania się z walki po przypadkowym postrzeleniu się w nogę podczas czyszczenia pistoletu w domu. Thiago walczył na końcu z Seanem Spencerem. Thiago po raz kolejny przegrał przez decyzje, a następnie został zwolniony przez UFC.

### KSW
24 września 2017 roku zawodnik na Instagramie ogłosił, że podpisał kontrakt z polską federacją KSW. Dwa dni później KSW ogłosiło, że Thiago zawalczy z Michałem Materlą na gali KSW 40 w Dublinie. 22 października został znokautowany przez Materlę w 2 rundzie.

## Życie prywatne
Thiago jest żonaty i ma bliźnięta.

## Osiągnięcia
- Nokaut wieczoru na Joshu Koschecku
- Poddanie wieczoru na Mike Swicku
- Walka wieczoru z Diego Sanchezem
- Czarny pas w brazylijskim jiu-jitsu oraz judo

## Lista zawodowych walk w MMA
| Wynik     | Bilans | Przeciwnik              | Rozstrzygnięcie                                         | Runda | Czas | Rozgrywki                                                  | Data       | Miejsce        | Uwaga                         |
| --------- | ------ | ----------------------- | ------------------------------------------------------- | ----- | ---- | ---------------------------------------------------------- | ---------- | -------------- | ----------------------------- |
| Przegrana | 19-11  | Sam Liera               | TKO (ciosy pięściami)                                   | 1     | 4:58 | SMASH Global 9                                             | 19.12.2019 | Los Angeles    | Main Event                    |
| Wygrana   | 19-10  | Ailton Barbosa          | Decyzja (jednogłośna)                                   | 3     | 5:00 | Global Legion FC 13                                        | 13.12.2019 | Miramar        |                               |
| Przegrana | 18-10  | Michał Materla          | KO (prawy sierpowy)                                     | 2     | 0:50 | KSW 40: Dublin                                             | 22.10.2017 | Dublin         | Debiut w KSW                  |
| Wygrana   | 18–9   | Faycal Hucin            | Poddanie (dźwignia na staw łokciowy)                    | 1     | 3:11 | Fight 2 Night 2                                            | 28.04.2017 | Foz do Iguaçu  | Walka w kategorii półśredniej |
| Wygrana   | 17–9   | Cheick Kone             | Poddanie (duszenie zza pleców)                          | 3     | 4:16 | Fight 2 Night 1                                            | 04.11.2016 | Rio de Janeiro | Walka w kategorii średniej    |
| Wygrana   | 16–9   | Paulistenio Rocha       | Decyzja (jednogłośna)                                   | 3     | 5:00 | The Warriors Combat 3                                      | 13.08.2016 | Brasília       | Walka w kategorii półśredniej |
| Przegrana | 15–9   | Markus Perez Echeimberg | Decyzja (niejednogłośna)                                | 5     | 5:00 | Thunder Fight 7                                            | 25.06.2016 | São Paulo      | Debiut w kategorii średniej   |
| Przegrana | 15–8   | Sean Spencer            | Decyzja (jednogłośna)                                   | 3     | 5:00 | UFC Fight Night: Bigfoot vs. Arlovski                      | 13.09.2014 | Brasília       |                               |
| Przegrana | 15–7   | Gasan Umałatow          | Decyzja (jednogłośna)                                   | 3     | 5:00 | The Ultimate Fighter Brazil 3 Finale: Miocic vs. Maldonado | 31.05.2014 | São Paulo      |                               |
| Przegrana | 15–6   | Brandon Thatch          | Poddanie (Kolano trafiło w wątrobę i zawodnik odklepał) | 1     | 2:10 | UFC Fight Night: Belfort vs. Henderson                     | 09.11.2013 | Goiânia        |                               |
| Wygrana   | 15–5   | Michel Prazeres         | Decyzja (jednogłośna)                                   | 3     | 5:00 | UFC on FX: Belfort vs. Rockhold                            | 18.05.2013 | Jaraguá do Sul |                               |
| Przegrana | 14–5   | Dong Hyun Kim           | Decyzja (jednogłośna)                                   | 3     | 5:00 | UFC on Fuel TV: Franklin vs. Le                            | 10.11.2012 | Makau          |                               |
| Przegrana | 14–4   | Siyar Bahadurzada       | KO (seria lewych prostych i kolana)                     | 1     | 0:42 | UFC on Fuel TV: Gustafsson vs. Silva                       | 14.04.2012 | Sztokholm      |                               |
| Wygrana   | 14–3   | David Mitchell          | Decyzja (jednogłośna)                                   | 3     | 5:00 | UFC 134                                                    | 27.08.2011 | Rio de Janeiro |                               |
| Przegrana | 13–3   | Diego Sanchez           | Decyzja (jednogłośna)                                   | 3     | 5:00 | UFC 121                                                    | 23.10.2010 | Anaheim        | Walka wieczoru                |
| Przegrana | 13–2   | Martin Kampmann         | Decyzja (jednogłośna)                                   | 3     | 5:00 | UFC 115                                                    | 12.06.2010 | Vancouver      |                               |
| Wygrana   | 13–1   | Mike Swick              | Techniczne poddanie (duszenie brabo)                    | 2     | 1:54 | UFC 109                                                    | 06.02.2010 | Las Vegas      | Poddanie wieczoru             |
| Wygrana   | 12–1   | Jacob Volkmann          | Decyzja (niejednogłośna)                                | 3     | 5:00 | UFC 106                                                    | 21.11.2009 | Las Vegas      |                               |
| Przegrana | 11–1   | Jon Fitch               | Decyzja (jednogłośna)                                   | 3     | 5:00 | UFC 100                                                    | 11.07.2009 | Las Vegas      |                               |
| Wygrana   | 11-0   | Josh Koscheck           | KO (prawy prosty)                                       | 1     | 3:29 | UFC 95: Sanchez vs. Stevenson                              | 21.02.2009 | Londyn         | Debiut w UFC, Nokaut wieczoru |
| Wygrana   | 10-0   | Luiz Dutra Jr.          | TKO (Kontuzja kolana)                                   | 1     | 0:40 | Jungle Fight 11                                            | 13.09.2008 | Rio de Janeiro |                               |
| Wygrana   | 9-0    | Ferrid Kheder           | Decyzja (jednogłośna)                                   | 3     | 5:00 | Jungle Fight 10                                            | 12.07.2008 | Rio de Janeiro |                               |
| Wygrana   | 8-0    | Paulo Cavera            | Poddanie (duszenie trójkątne rękoma)                    | 1     | ?    | Jungle Fight 9: Warriors                                   | 31.05.2008 | Rio de Janeiro |                               |
| Wygrana   | 7-0    | Leonardo Pecanha        | Decyzja (jednogłośna)                                   | 3     | 5:00 | Jungle Fight 8                                             | 06.04.2008 | Rio de Janeiro |                               |
| Wygrana   | 6-0    | Fernando Bettega        | Poddanie (duszenie trójkątne rękoma)                    | 1     | 2:02 | Capital Fight 1                                            | 14.12.2007 | Brasília       |                               |
| Wygrana   | 5-0    | Franklin Careli         | Poddanie (duszenie zza pleców)                          | 2     | 0:37 | Conquista Fight 3                                          | 12.05.2007 | Rio de Janeiro |                               |
| Wygrana   | 4-0    | Igor Maux               | Poddanie (duszenie anakonda)                            | 1     | 1:06 | Grand Prix Planaltina                                      | 13.10.2006 | Planaltina     |                               |
| Wygrana   | 3-0    | Diogo Almeida           | Poddanie (duszenie gilotynowe)                          | 3     | 1:21 | Grand Prix Planaltina                                      | 13.10.2006 | Planaltina     |                               |
| Wygrana   | 2-0    | Marcone Bezerra         | Poddanie (duszenie trójkątne rękoma)                    | 3     | 1.31 | Grand Prix Planaltina                                      | 13.10.2006 | Planaltina     |                               |
| Wygrana   | 1-0    | Ricardo Petrucio        | Poddanie (duszenie trójkątne)                           | 3     | 1.36 | Storm Samurai 8                                            | 02.07.2005 | Rio de Janeiro | Debiut w MMA                  |